# Christian Friedrich Paritius
Christian Friedrich Paritius (* 29. Mai 1775 in Breslau; † 10. Juni 1849 ebenda) war ein deutscher Kommunalpolitiker und Historiker. Paritius war Bauconducteur und ab 1828 Stadtratsmitglied von Breslau. Große Verdienste erwarb er sich bei der Erforschung der schlesischen Landesgeschichte und der Geschichte der Stadt Breslau.

## Leben
Christian Friedrich Paritius war der Sohn des Breslauer Kaufmanns Karl Ferdinand Paritius, seine Mutter Beate Dorothee war die Tochter eines Pastors. Er erhielt zunächst ab 1784 Privatunterricht vom Küster der Reformierten Kirche von Breslau und besuchte später bis Ostern 1791 das Friedrichs-Gymnasium in seiner Heimatstadt.
Im Anschluss war Paritius Assistent von Bauinspektor Krug in Breslau und wurde als Bauconducteur vereidigt. Nach der Belagerung von Breslau 1807 während des Vierten Koalitionskrieges, trat er aber von seinem Amt zurück und widmete sich ausschließlich der Erforschung der Geschichte seiner schlesischen Heimat. Sein besonderes Interesse galt dabei der schlesischen Kirchen- und Gelehrtengeschichte. 1816 schrieb er auf Veranlassung des Krakauer Professors Bantke eine Abhandlung über gelehrte Schlesier, die sich in Polen ausgezeichnet hatten. Das zweibändige und in Latein verfasste Manuskript blieb ungedruckt. Der erste Band mit 400 Seiten enthielt 2400 Nummern, der zweite Band mit 600 Seiten enthielt 2600 Nummern. Für seine Verdienste erhielt er am 15. Mai 1816 von der Universität Krakau die Ehrendoktorwürde als Doktor der Philosophie. Das Ehrendiplom nennt Paritius: virum editione et doctrina silesia celeberrimum, de hist. Silesiaca et nostra polon optime meretium (Übersetzung aus dem Lateinischen: ein Mann, der in Schlesien vor allem für sein Publizieren und Lernen bekannt ist und sich um die Geschichte Schlesiens und unseres Landes verdient gemacht hat). Im November gleichen Jahres ernannte ihn die Towarzystwo Naukowe Krakowskie (TNK), die Krakauer Wissenschaftliche Gesellschaft, zu ihrem korrespondierenden Mitglied.
Weitere Arbeiten von ihm waren der Entwurf eines Registers aller Namen und Ortschaften von Siegismund Justus Ehrhardts mehrbändiger Presbyterologie des Evangelischen Schlesiens sowie die Anlage eines Repertoriums mit 202 Seiten noch nicht verzeichneter Urkunden für den Magistrat der Stadt Breslau. 1822 erhielt Paritius von der Regierung der Provinz Schlesien den Auftrag, die Altertümer der Kirchen in Breslau aufzuzeichnen und zu beschreiben. Eine Arbeit, die er mit Auszeichnung abschloss. Im August 1828 wurde er zum unbesoldeten Stadtrat gewählt und im Oktober des Jahres als solcher vereidigt. Doch bereits im November 1833 musst er das Amt krankheitsbedingt niederlegen. In Anerkennung seiner Leistungen ernannte ihn die Schlesische Gesellschaft für vaterländische Kultur im Dezember 1835 zu ihrem Ehrenmitglied. Er war außerdem Mitglied und für wenige Monate Bibliothekar des Vereins für Geschichte und Alterthum Schlesiens sowie Mitautor der Schlesischen Provinzialblätter.
Christian Friedrich Paritius starb Mittags am 10. Juni 1849, im Alter von 74 Jahren, in Breslau an der Cholera. Er wurde am 13. Juni auf dem evangelischen Friedhof in seiner Heimatstadt im Grab der Familie Paritius bestattet. Er blieb unverheiratet, hat aber in späteren Jahren ein armes Mädchen als Pflegetochter bei sich aufgenommen, die aber noch vor ihm verstarb. Paritius hinterließ eine umfangreiche Privatbibliothek mit über 3000 Bänden. Sie war eine der vollständigsten Büchersammlungen über gelehrte Schlesier, enthielt aber auch Werke zur Heraldik, Numismatik und zur schlesischen Landesgeschichte. Ein Teil seiner Manuskripte befindet sich in der Stadtbibliothek Breslau.

## Veröffentlichungen (Auswahl)
- Geschichte der seit dreihundert Jahren in Breslau befindlichen Stadtbuchdruckerey. als Mitautor, Breslau 1804, (Digitalisat.)
- Beitrag zur Geschichte der Krappischen Kapelle. Breslau 1806.
- Collectanea zur Geschichte der Befestigung von Breslau. Breslau 1807, (Digitalisat.)
- Commentatio brevis ex historia literaria, qua de quibusdam Silesiis eruditis in Polonia muneribus functis. Krakau 1816.
- Kurze Nachricht von des Königl. Preuß. Ober-Hüttenrathes, Ephraim Ludwig Gottfried Abt, Leben und Schriften. Breslau 1819.
- Notata quaedam de episcopatu Vratislaviensi. Krakau 1820.
- Gedanken und Muthmassungen über das Schlesische oder Breslauische Bisthum. Breslau 1820.